# Joe West
Joe Davis West, Jr. (Melbourne, Florida, 1 de febrero de 1984) es un jugador profesional de fútbol americano que juega en la posición de wide receiver para St. Louis Rams en la National Football League. El firmó en 2008 como agente libre con Dallas Cowboys. Jugo como colegial en Texas-El Paso.
También jugó para New Orleans Saints en la National Football League y Sacramento Mountain Lions en la United Football League.

## Estadísticas UFL
|           |        | Recepción | Recepción | Recepción | Recepción | Recepción | Defensa | Defensa | Defensa | Defensa | Defensa | Defensa |
| Temporada | Equipo | N.º       | Yds       | Avg       | TD        | Lg        | Tkl     | Ast     | Tot     | Sck     | Yds     | FF      |
| 2010      | SML    | 17        | 262       | 15.4      | 1         | 59        | 4       | 1       | 4.5     | 0       | 0       | 0       |
| Total     | Total  | 17        | 262       | 15.4      | 1         | 59        | 4       | 1       | 4.5     | 0       | 0       | 0       |